# سوني كولين
سوني كولين (بالإنجليزية: Sonny Cullen)‏ هو دراج أيرلندي، ولد في 10 يوليو 1934 في دبلن في جمهورية أيرلندا، وتوفي في 8 أغسطس 1999.

## وصلات خارجية
- سوني كولين على موقع أرشيف الدراجات (الإنجليزية)
- سوني كولين على موقع إحصائيات الدراجات الإحترافية (الإنجليزية)
- سوني كولين على موقع اللجنة الأولمبية الدولية (الإنجليزية)
- سوني كولين على موقع أوليمبيديا (الإنجليزية)